# Volodia Vaisman
Volodia Vaisman, né à Bălți dans le royaume de Roumanie le 25 décembre 1937 et mort à Montpellier le 4 décembre 2023, est un joueur d'échecs roumain et français (depuis 1986). Il est maître international depuis 1975.

## Biographie
Au commencement du front de l'Est, pendant la Seconde Guerre mondiale, il est évacué avec sa mère vers l'Asie centrale,. Il perd son père et connaît les privations de la guerre. Il est gravement blessé lors de l’explosion d’une mine qui tue deux autres enfants[réf. nécessaire]. Après la guerre, la famille est rapatriée en Roumanie, sa mère se remarie à un prisonnier roumain et s'installe à Botoșani, où il apprend le roumain. Pratiquant de nombreux sports, il se met assez tard[Selon qui ?] aux échecs. Il entre à l’université de Iași. Dans la Roumanie de Nicolae Ceaușescu, il est en réalité, après avoir été professeur de langue roumaine, joueur d'échecs professionnel. Il devient maître international en 1976. Il peut alors disputer des tournois librement.
En décembre 1984, accompagné de son épouse, il profite d'un tournoi pour échapper au régime de Nicolae Ceaușescu. Réfugié à Montpellier, il obtient l'asile politique, il réussit à faire rapatrier sa fille après 9 mois de négociations, et devient entraîneur d'échecs pour la ville de Montpellier. Il entraîne par exemple pendant 7 à 8 ans Sophie Milliet[réf. nécessaire]. Il est naturalisé français en 1986. Lors de la saison 1986-1987, il rejoint le club de Jean-Claude Loubatière, le Kharpov Montpellier qui deviendra l'Échecs Club Montpellier avec lequel il effectue une montée en Nationale 1 lors de la saison 1987-1988.
Il revient lors de la saison 1989-1990 au club Alekhine de Montpellier avec lequel il effectue une montée en Nationale 1 lors de la saison 1990-1991 ; l'équipe n'a néanmoins pas les moyens de ses ambitions, et sur la composition accompagnée d’un manque de financement, elle déclare forfait les dernières 4 rondes. Il revient en 1994 au Kharpov Montpellier. Il participe par la suite à plusieurs reprises au Championnat de France d'échecs des clubs avec l'Échecs Club Montpellier. Il quitte ce club après le décès de Jean-Claude Loubatière, et à la suite de l'arrivée de Sylviane Milliet.
Volodia Vaisman meurt à Montpellier le 4 décembre 2023, âgé de 85 ans.

## Performances
Performances en équipe nationale roumaine :
- 6e au Championnat d'Europe par équipes (1977) à Moscou, en Russie.
- 2 participations aux Jeux des Balkans : 1974 (a remporté 2 médailles d'argent - en équipe et en individuel) et 1975 (a remporté la médaille de bronze en équipe et la médaille d'or en individuel).

Performances en équipe de France :
- 11e Mitropa Cup (1987) à Mürren (Suisse). L'équipe de France a pris la 2e place ; V. Vaisman, jouant sur le 2e échiquier, a remporté une médaille d'or au concours individuel.

## Ouvrages
Il est l'auteur des livres :
- O idee străbate deschiderile: zece idei şi combinaţii tipice (Bucarest : Editura Sport-Turism, 1983, - 396 p.),
- 2000 : Stratégies de jeu en début de partie
- 2001 : L'intermède logistique début - milieu de partie  (ISBN 2-9516009-2-5)
- 2002 : Stratégies de jeu positionnel en milieu de partie,  (ISBN 2-9518640-0-0)
- 2012 : Méthodologie de l'entrainement échiquéen (576 p.)
- 2013 : Rememorări şahiste (368 p.)